# Xerinae
Sous-famille
Les Xerinae forment une sous-famille de rongeurs qui rassemble les écureuils terrestres parmi les écureuils de la famille des Sciuridae.

## Liste des tribus et genres
Selon ITIS (23 avril 2017) :
- tribu Marmotini Pocock, 1923
  - genre Ammospermophilus Merriam, 1892
  - genre Callospermophilus Merriam, 1897
  - genre Cynomys Rafinesque, 1817
  - genre Ictidomys J. A. Allen, 1877
  - genre Marmota Blumenbach, 1779
  - genre Notocitellus A. H. Howell, 1938
  - genre Otospermophilus Brandt, 1844
  - genre Poliocitellus A. H. Howell, 1938
  - genre Sciurotamias Miller, 1901
  - genre Spermophilus F. Cuvier, 1825
  - genre Tamias Illiger, 1811
  - genre Urocitellus Obolenskij, 1927
  - genre Xerospermophilus Merriam, 1892
- tribu Protoxerini Moore, 1959
  - genre Epixerus Thomas, 1909
  - genre Funisciurus Trouessart, 1880
  - genre Heliosciurus Trouessart, 1880
  - genre Myosciurus Thomas, 1909
  - genre Paraxerus Forsyth Major, 1893
  - genre Protoxerus Forsyth Major, 1893
- tribu Xerini Osborn, 1910
  - genre Atlantoxerus Forsyth Major, 1893
  - genre Spermophilopsis Blasius, 1884
  - genre Xerus Hemprich and Ehrenberg, 1833